# Pediomelum
Pediomelum, biljni rod iz porodice mahunarki raširen po velikim dijelovima Sjedinjenih Država i Meksiku. Pripadaju mu 25 vrsta
Vrste roda Pediomelum su mahunarke. Većina vrsta mahunarki na svojim korijenima ima korisne bakterije zvane rizobije (Rhizobia). Rodno specifični sojevi ove bakterije koji se nazivaju inokulum mogu pomoći u fiksaciji atmosferskog dušika i poboljšati dugoročno zdravlje autohtonih biljnih zajednica. Inokulum se prirodno pojavljuje u većini tala i obično nije potrebna dodatna izmjena. Međutim, na tlima niske plodnosti može biti potrebno.

## Vrste
1. Pediomelum argophyllum (Pursh) J.W.Grimes
2. Pediomelum aromaticum (Payson) W.A.Weber
3. Pediomelum californicum (S.Watson) Rydb.
4. Pediomelum canescens (Michx.) Rydb.
5. Pediomelum castoreum (S.Watson) Rydb.
6. Pediomelum cuspidatum (Pursh) Rydb.
7. Pediomelum cyphocalyx (A.Gray) Rydb.
8. Pediomelum digitatum (Nutt.) Isely
9. Pediomelum esculentum (Pursh) Rydb.
10. Pediomelum humile Rydb.
11. Pediomelum hypogaeum (Nutt.) Rydb.
12. Pediomelum latestipulatum (Shinners) Mahler
13. Pediomelum linearifolium (Torr. & A.Gray) J.W.Grimes
14. Pediomelum megalanthum (Wooton & Standl.) Rydb.
15. Pediomelum mephiticum (S.Watson) Rydb.
16. Pediomelum palmeri (Ockendon) J.W.Grimes ex Gandhi
17. Pediomelum pariense (R.L.Welsh & N.D.Atwood) J.W.Grimes
18. Pediomelum pauperitense S.L.Welsh, Licher & N.D.Atwood
19. Pediomelum pentaphyllum (L.) Rydb.
20. Pediomelum piedmontanum J.R.Allison, M.W.Morris & A.N.Egan
21. Pediomelum reverchonii (S.Watson) Rydb.
22. Pediomelum rhombifolium (Torr. & A.Gray) Rydb.
23. Pediomelum subacaule (Torr. & A.Gray) Rydb.
24. Pediomelum tenuiflorum (Pursh) A.N.Egan
25. Pediomelum verdiense S.L.Welsh & Licher

## Sinonimi
- Psoralidium Rydb.